# Montpellier-de-Médillan
Montpellier-de-Médillan – miejscowość i gmina we Francji, w regionie Nowa Akwitania, w departamencie Charente-Maritime.
Według danych na rok 1990 gminę zamieszkiwały 502 osoby, a gęstość zaludnienia wynosiła 34 osób/km² (wśród 1467 gmin regionu Poitou-Charentes Montpellier-de-Médillan plasuje się na 553. miejscu pod względem liczby ludności, natomiast pod względem powierzchni na miejscu 597.).